# Buenavista (Madrid)
Buenavista, més conegut com a Carabanchel Alto, és un barri del sud-oest de Madrid al districte de Carabanchel, amb 35.919 habitants. Limita al nord en l'Avinguda de los Poblados amb els barris d'Abrantes, Puerta Bonita i Vista Alegre, al sud amb la M40 i Leganés, a l'oest amb Cuatro Vientos i Las Águilas (Latina) i a l'est en la Carretera de Toledo amb Orcasitas (Usera).
Fins a 1970, Aluche va formar part de Carabanchel Alto, fins que va passar a ser un barri de Latina. Carabanchel era bastant més gran que l'actualitat, incloïa Aluche, Fanjul, La Águilas, i part de Campamento. Limitava amb Alcorcón i amb La Ciudad de la Imagen.

## Història
Carabanchel Alto i Bajo eren dos pobles independents de Madrid. En 1948 es van unir a Madrid formant el districte de Carabanchel. Aquesta operació també va afectar altres pobles com Vicálvaro, Vallecas, Villaverde o Fuencarral que van perdre el seu autogovern, passant a ser districtes de Madrid.
El barri corresponent a l'antic municipi de Carabanchel Alto va passar a denominar-se Barri de Buenavista.
En els anys 50 Carabanchel Alto va créixer a causa de l'èxode rural que va atreure treballadors de tot Espanya, especialment d'Andalusia, Castella-la Manxa i Extremadura, a Madrid.
L'any 1997 s'inicia el Pla d'Acció Urbanística de Carabanchel, que projecta una ampliació del barri estimada en 35.000 veïns més. Els primers pisos són lliurats l'any 2004.

## Demografia
El barri de Buenavista compta amb 35.919 veïns (padró de 2007). En 2004 tan sols hi havia 25.716 veïns, la qual cosa suposa un creixement de gairebé un 40% de veïns en tres anys, a causa del pla urbanístic. En 2007 va ser el segon barri de Madrid amb un major creixement demogràfic en termes nominals (4.570 veïns) després de Valdefuentes (4.967) i el cinquè en percentuals (14,6%) després d'El Goloso (59,3%), Cuatro Vientos (38,4%), Valdefuentes (25,9%) i Legazpi (14,6%).
| Any      | 1986   | 1991   | 1996   | 2001   | 2004   | 2005   | 2006   | 2007   |
| -------- | ------ | ------ | ------ | ------ | ------ | ------ | ------ | ------ |
| Població | 25,379 | 24,818 | 23,835 | 24,169 | 25,716 | 27,536 | 31,349 | 35,919 |
| Índex    | 100.0  | 97.8   | 93.9   | 95.2   | 101.3  | 108.5  | 123.5  | 141.5  |

## Transports

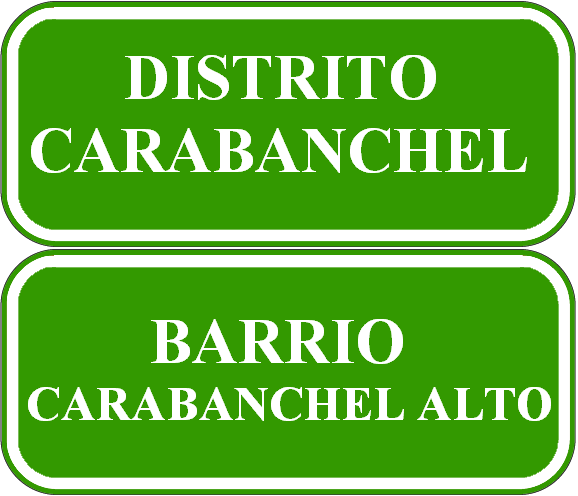
Carabanchel Alto és un barri de Carabanchel

### Metro
Fins al 2007 Buenavista era l'únic barri de Carabanchel sense cap estació de metro. Durant més de 20 anys els veïns han realitzat mobilitzacions i manifestacions, per aconseguir una estació. Finalment ho van aconseguir a l'hivern de 2007, comptant amb 3 estacions de la línia , la de San Francisco, Carabanchel Alto i La Peseta. Molts veïns de la zona més a l'oest (San Ignacio) solen desplaçar-se al metro d'Aluche, ja que en aquest barri hi manca.
En el pla d'ampliació del metro, s'està estudiant fer una segona línia circular, que beneficiaria en gran manera a Carabanchel.
| Línia Metro | Estacions a Carabanchel Alto               |
| ----------- | ------------------------------------------ |
| Línia 11    | San Francisco, Carabanchel Alto, La Peseta |

### Autobusos
A Buenavista hi acaben la majoria de les línies que passen per Carabanchel, que són:
- 34: Plaza de Cibeles - Avenida del general Fanjul
- 35: Plaza Mayor - Carabanchel Alto
- 47: Atocha - Carabanchel Alto
- 108: Urgel - Cementerio de Carabanchel
- 118: Embajadores - Carabanchel Alto
- 121: Campamento - Hospital 12 de Octubre
- 131: Campamento - Villaverde Alto
- 139: Dehesa del Príncipe - Carabanchel Alto
- 155: Plaza Elíptica - Aluche
- N17: Plaza de Cibeles - Carabanchel Alto (Nocturno)

Endemés per l'Avinguda de Carabanchel Alto també hi passen algunes línies d'autobusos que van a Leganés i Fuenlabrada.